# Воротная вена печени
Воро́тная ве́на пе́чени (лат. vena portae, или лат. vena portae hepatis), у человека и животных — венозный ствол, который собирает кровь от всех непарных органов брюшной полости (от желудка, селезёнки, кишечника (кроме нижней трети прямой кишки у людей) и поджелудочной железы) в печень.

## Название
Название происходит от «ворот» печени, куда она впадает. Размеры у человека: длина — 6-8 см, ширина — 1-1,5 см. Это не только крупная вена, но и приносящее венозное звено так называемой воротной системы печени. Воротная вена располагается в толще печеночно-дуоденальной связки позади печеночной артерии и общего желчного протока вместе с лимфатическими узлами, сосудами и нервами.

## Притоки
Воротную вену (её притоки) образует слияние верхней брыжеечной (лат. v. mesenterica superior), нижней брыжеечной (лат. v. mesenterica inferior) и селезёночной (лат. v. lienalis) вен. Реже воротная вена формируется путём слияния стволов 2 вен — селезёночной и верхней брыжеечной — при подобном варианте нижняя брыжеечная вена впадает в селезёночную вену. В саму воротную вену впадают: пузырная вена (лат. v. cystica), околопупочные вены (лат. vv. paraumbilicales), левая и правая желудочные вены (лат. vv. gastricae sinistra et dextra), предпривратниковая вена (лат. v. prepylorica).
Заходя в ворота печени, воротная вена делится на две ветви: правую и левую ветви, соответственно долям печени.